# Tarnation
Tarnation – awangardowy film dokumentalny w reżyserii Jonathana Caouette'a.
Caouette realizował swój niezwykły projekt przez blisko dwadzieścia lat, używszy do tego kamery VHS i taśmy filmowej Super 8, przy pomocy których dokumentował swoją codzienność. Udało mu się zgromadzić ponad sto sześćdziesiąt godzin osobistych zapisów różnego formatu, które następnie − przy pomocy komputerowego programu edycyjnego iMovie − zmontował w 88-minutowy film. Ubarwił go także archiwalnymi fotografiami, kserokopiami własnych dokumentów i nagraniami z automatycznej sekretarki.
Nowatorska kompilacja Caouette'a, już jako gotowy film dokumentalny, została wyprodukowana wykonawczo przez uznanych filmowców queerowych − Gusa Vant Santa i Johna Camerona Mitchella.

## Opis filmu
Tarnation jest autobiograficznym dokumentem filmowym koncentrującym się na dorosłości i wieku dorastania Jonathana Caouette'a, lecz również na życiu jego matki, Renee LeBlanc − kobiety chorej umysłowo.
LeBlanc, która była dziecięcą modelką, w młodości została − bezpodstawnie − poddana terapii elektrowstrząsowej. Zaowocowało to trwałymi zaburzeniami w jej osobowości. Przez trzydzieści kolejnych lat Renee była stale umieszczana w zakładach psychiatrycznych, a jej syn, Jonathan, pozostawiony został pod opieką dziadków − wiecznie nieobecnego Adolpha Davisa i jego żony Rosemary, również zmagającej się z problemami psychicznymi. Chłopiec, początkowo tego nieświadomy, wychowywał się w rodzinie patologicznej.
Podczas trwania filmu widz może obserwować codzienność Jonathana, od wczesnych lat nastoletnich, kiedy mieszka w rodzimym Teksasie, aż po przeprowadzkę do Nowego Jorku. Osią konstrukcyjną akcji są jego trudne relacje z matką-schizofreniczką. Poznajemy także homoseksualną orientację bohatera oraz jego ekscentryczne usposobienie.

## Informacje dodatkowe
Wiersz recytowany na początku i pod koniec filmu to "Dezyderata" Maksa Ehrmanna.

## W filmie wystąpili
| - Renee LeBlanc - Jonathan Caouette - Adolph Davis - Rosemary Davis - David Sanin Paz - Joshua Williams - David LeBlanc - Stacey Mowery | - Michael Mouton - Greg Ayres - Vanda Stovall - Dagon James - Steve Caouette - Michael Cox - Vivian Kalinov - Lisa Berri | - Kelli Brisbane - Mike Smith Rivera - Miek Coccia - Caity Creitz - Daniel Letterle - Sterling Price McKinney - Michael Sillery - Layard Thompson |

## Festiwale filmowe
Film zaprezentowano podczas następujących festiwali filmowych:
- 2003: Stany Zjednoczone − New York Lesbian and Gay Film Festival
- 2003: Stany Zjednoczone − MIX NYC: Lesbian and Gay Experimental Film and Video Festival
- 2004: Stany Zjednoczone − Sundance Film Festival
- 2004: Francja − Cannes Film Festival
- 2004: Kanada − Toronto International Film Festival
- 2004: Francja − L'Étrange Festival
- 2004: Grecja − Athens Film Festival
- 2004: Kanada − Vancouver International Film Festival
- 2004: Stany Zjednoczone − New York Film Festival
- 2004: Stany Zjednoczone − Chicago International Film Festival
- 2004: Stany Zjednoczone − Milwaukee International Film Festival
- 2004: Japonia − Tokyo International Film Festival
- 2004: Dania − CPHDOX Festival
- 2004: Stany Zjednoczone − Atlanta Out On Film Gay and Lesbian Film Festival
- 2004: Szwecja − Stockholm International Film Festival
- 2004: Norwegia − Oslo International Film Festival
- 2004: Hiszpania − Gijón International Film Festival
- 2004: Stany Zjednoczone − Los Angeles IFP/West Film Festival
- 2005: Irlandia − Dublin Film Festival
- 2005: Turcja − Istanbul Independent Film Festival
- 2005: Australia − Adelaide Film Festival
- 2005: Argentyna − Mar del Plata Film Festival
- 2005: Włochy − Biografilm Festival
- 2005: Polska − Międzynarodowy Festiwal Filmowy Nowe Horyzonty
- 2005: Islandia − Reykjavik International Film Festival
- 2005: Dania − Copenhagen Gay and Lesbian Film Festival
- 2006: Meksyk − Gira de Documentales Ambulante

## Nagrody i wyróżnienia
- 2004, Boston Society of Film Critics Awards:
  - nagroda BSFC w kategorii najlepszy debiutujący filmowiec (nagrodzony: Jonathan Caouette)
- 2004, British Film Institute Awards:
  - nagroda Sutherland Trophy (Jonathan Caouette)
- 2004, Gijón International Film Festival:
  - nominacja do nagrody Grand Prix Asturias w kategorii najlepszy film (Jonathan Caouette)
- 2004, Gotham Awards:
  - nominacja do nagrody w kategorii najlepszy film dokumentalny (Jonathan Caouette)
- 2004, Los Angeles IFP/West Film Festival:
  - nagroda w kategorii najlepszy film dokumentalny (Jonathan Caouette)
- 2004, San Diego Film Critics Society Awards:
  - nagroda SDFCS w kategorii najlepszy film dokumentalny
- 2005, Chlotrudis Awards:
  - nagroda Chlotrudis w kategorii najlepszy film dokumentalny
  - nominacja do nagrody Chlotrudis w kategorii najlepszy reżyser (Jonathan Caouette)
- 2005, Międzynarodowy Festiwal Filmowy Nowe Horyzonty:
  - nagroda w kategorii najlepszy film zagraniczny
- 2005, GLAAD Media Awards:
  - nominacja do nagrody GLAAD Media w kategorii wybitny film dokumentalny
- 2005, Glitter Awards:
  - nagroda Glitter w kategorii najlepszy film dokumentalny
- 2005, Independent Spirit Awards:
  - nominacja do nagrody Independent Spirit w kategorii najlepszy film dokumentalny (Jonathan Caouette)
- 2005, Milan International Lesbian and Gay Film Festival:
  - nagroda w kategorii najlepszy film (Jonathan Caouette)
- 2005, National Society of Film Critics Awards, USA:
  - nagroda NSFC w kategorii najlepszy film dokumentalny

## Ścieżka dźwiękowa
Filmowy soundtrack wykorzystuje utwory takich artystów, jak: Donnette Thayer i Steve Kilbey (HEX), Lisa Germano, The Cocteau Twins, Dolly Parton, Low, Mark Kozelek, Glen Campbell, The Magnetic Fields, Iron and Wine, The Chocolate Watch Band, Mavis Staples, Red House Painters, Marianne Faithfull. Dwie piosenki, tytułową "Tarnation" i "Desperation", skomponował Max Avery Lichtenstein z przeznaczeniem użycia ich podczas kredytów wieńczących film.